# Narnhac
Narnhac è un comune francese di 78 abitanti situato nel dipartimento del Cantal nella regione dell'Alvernia-Rodano-Alpi.
Il territorio comunale è bagnato dalle acque del fiume Hirondelle.

## Società

### Evoluzione demografica
Abitanti censiti